# Skogaby kapell
Skogaby kapell är en kyrkobyggnad i Skogaby i Laholms kommun. Kyrkan tillhör Laholms församling i Göteborgs stift.

## Kyrkobyggnad
Kapellet är uppfört i sten och uppfördes 1919. Fram till 1938 var kapellet privatägt, men då överlämnades kapellet till Laholms kyrkliga samfällighet. Vapenhuset i väster uppfördes år 1935 och sakristian i öster år 1959. En grundlig restaurering av kapellet genomfördes 1937–1938. 
I början på 1960 uppfördes en klockstapel. Kapellet saknade från början begravningsplats och en kyrkogård vid kapellet anlades först år 1955.

## Inventarier
- Kormatta utförd av Judith Johansson.[1]

### Orgel
- Orgeln är från 1957 då också orgelläktaren byggdes till. Den byggdes av A Mårtenssons Orgelfabrik AB, Lund. Orgeln är mekanisk.

| Manual          | Pedal      | Koppel  |
| Gedackt 8'      | Subbas 16´ | Man/Ped |
| Principal 4'    |            |         |
| Waldflöjt 2'    |            |         |
| Mixtur 2-3 chor |            |         |

### Fotnoter
1. ↑  Mellgren, Maria (2009). Kyrkor i Göteborgs stift : rapport över kyrkobyggnadsinventering och karakterisering 2001-2007. Göteborgs stifts skriftserie, 1402-5329 ; 2009:1. Göteborg: Göteborgs stift. sid. 70. Libris 11485399. ISBN 9197431680